# École normale de musique de Paris

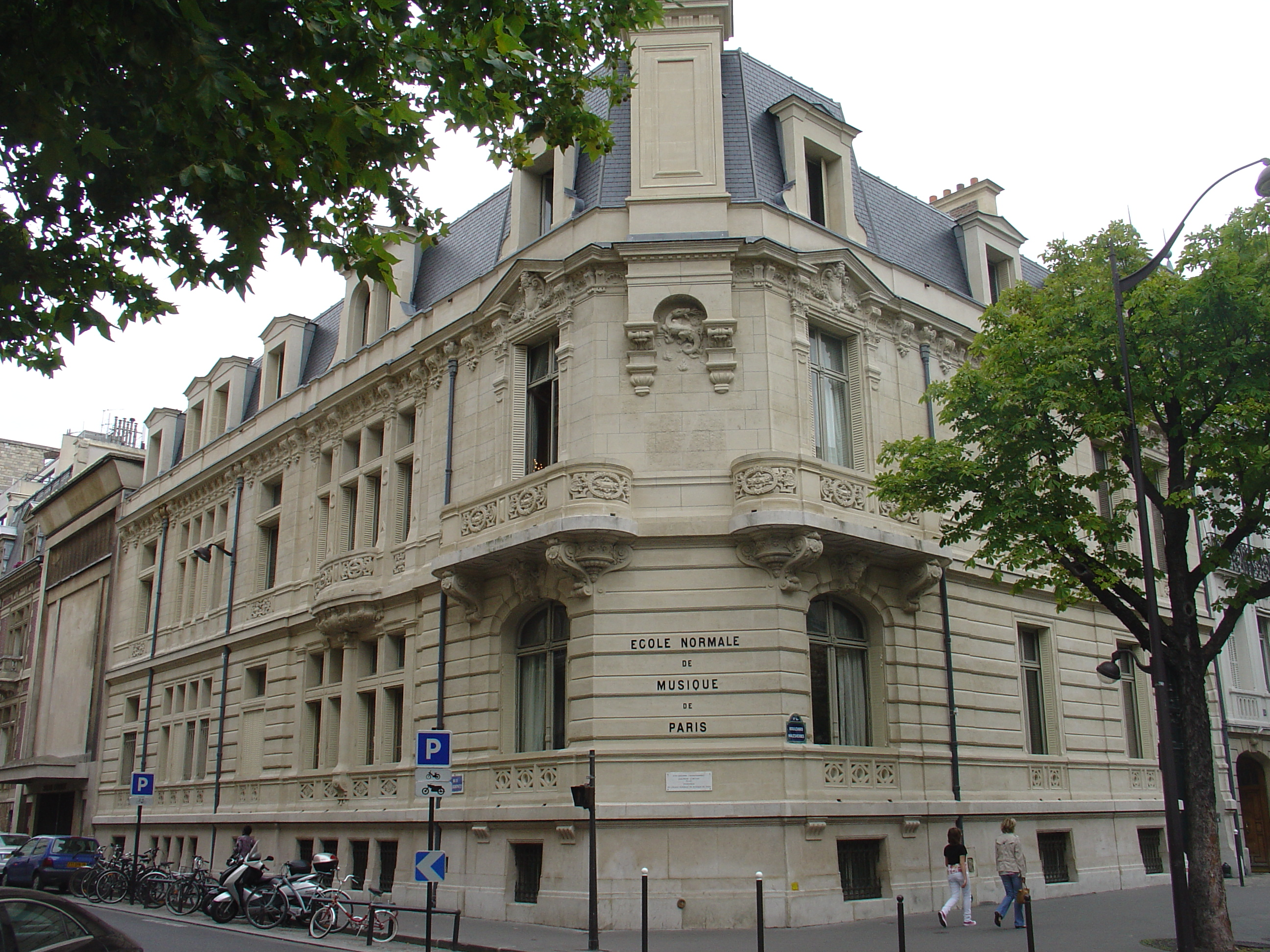
Hochschulgebäude (114 bis, Boulevard Malesherbes)

Die École normale de musique de Paris (auch: École normale de musique de Paris Alfred Cortot) ist eine private und staatlich anerkannte Musikhochschule in Paris, die 1919 von Alfred Cortot und Auguste Mangeot gegründet wurde. Es gelang Alfred Cortot, als Mitarbeiter namhafte Musiker der Epoche wie Pablo Casals, Jacques Thibaud, Nadia Boulanger, Paul Dukas, Igor Stravinsky, Charles Münch, Wanda Landowska, Marguerite Long, Marcel Dupré und George Enescu zu gewinnen. Aus der Schule gingen berühmte Musiker, wie Elliott Carter, Joaquín Rodrigo, Igor Markevitch, Dinu Lipatti oder Samson François, hervor.
In der Schule werden heute 800 Schüler von 130 Lehrern in vielen Sparten der klassischen Musik unterrichtet.
Ziel der Einrichtung ist es, im Sinne der Gründer der Schule, Musikern sowohl eine umfassende Ausbildung im praktischen Bereich (Spiel eines Instruments, Gesang, Kammermusik, Komposition usw.) zu ermöglichen, als auch Kenntnisse in allen theoretischen Disziplinen (Solfège, Analyse, Musikgeschichte etc.) zu vermitteln.

## Derzeitige und ehemalige Lehrer
- Ljudmila Walentinowna Berlinskaja (* 1960)
- Paul Bernac
- Nadia Boulanger (1887–1979)
- Hélène Boschi (1917–1990)
- Thierry de Brunhoff (* 1935)
- Fernand Caratgé (1899–1980)
- Pablo Casals (1876–1973)
- Jacques Castérède (1926–2014)
- Suzanne Chaisemartin (1921–2017)
- Lucien Chevaillier (1883–1932)
- Alfred Cortot (1877–1962)
- Claire Croiza (1882–1946)
- Jean-Michel Damase (1928–2013)
- Pierre Dervaux (1917–1992)
- Paul Dukas (1865–1935)
- Henri Dutilleux (1916–2013)
- George Enescu (1881–1955)
- Reine Flachot (1922–1998)
- Patrice Fontanarosa (* 1942)
- Ivan Galamian (1903–1981)
- Reine Gianoli (1915–1979)
- Reynaldo Hahn (1874–1947)
- Eric Heidsieck (* 1936)
- Arthur Honegger (1892–1955)
- Geneviève Joy (1919–2009)
- Wanda Landowska (1879–1959)
- Yvonne Lefébure (1898–1986)
- Mady Mesplé (1931–2020)
- Olivier Messiaen (1908–1992)
- Jean Micault (1924–2021)
- Charles Münch (1891–1968)
- André Navarra (1911–1988)
- Claudine Perretti (1934–2005)
- Pierre Petit (1922–2000; Direktor)
- Alberto Ponce (1935–2019)
- Rena Schereschewskaja (* 1954)
- Igor Stravinsky (1882–1971)
- Yoshihisa Taira (1937–2005)
- Jacques Thibaud (1880–1953)
- Ninon Vallin (1886–1961)

## Ehemalige Schüler
- Walid Akl (1945–1997)
- Rafael Andia (* 1942)
- Jean-Pierre Armengaud (* 1943)
- Claude Bardon
- André Boucourechliev (1925–1997)
- Thierry de Brunhoff (* 1935)
- Maud Caillat
- Sylvain Cambreling (* 1948)
- Elliott Carter (1908–2012)
- Jean-Claude Casadesus (* 1935)
- Frederic Chiu (* 1964)
- Gabriel Cusson (1903–1972)
- Halina Czerny-Stefańska (1922–2001)
- Jean Davy
- Pascal Devoyon (* 1953)
- Jacob Druckman (1928–1996)
- Vincent Dumestre (* 1968)
- Arnaud Dumond
- Thérèse Dussaut (* 1939)
- Samson François (1924–1970)
- Alain Gagnon (1938–2017)
- Gerardo Guevara (1930–2024)
- Simeon ten Holt (1923–2012)
- Vilayat Inayat Khan (1916–2004)
- Pierre-Michel Le Conte (1921–2000)
- Dinu Lipatti (1917–1950)
- David Lively (* 1949)
- Jerome Lowenthal (* 1932)
- Diego Luzuriaga (* 1955)
- Bruno Mantovani (* 1974)
- Igor Markevitch (1912–1983)
- Colette Maze (1914–2023)
- Ana Maria Miranda
- Kaori Muraji (* 1978)
- Emile Naoumoff (* 1962)
- Jean Périsson (* 1924)
- Claudine Perretti (1934–2005)
- Arturo Rodas (* 1954)
- Joaquín Rodrigo (1901–1999)
- Husseyn Sermet (* 1955)
- Setrak Setrakian
- Gilbert Sinoué (* 1947)
- Magda Tagliaferro (1893–1986)
- Mari Terada
- Rita Wolfensberger (1928–2020)